# Paris stigmatosa
Paris stigmatosa là một loài thực vật có hoa trong họ Melanthiaceae. Loài này được S.D. Zhang mô tả khoa học đầu tiên năm 2008.